# Saltburn
『Saltburn』（ソルトバーン、原題: Saltburn）は、エメラルド・フェネルが脚本・監督・共同製作を務めた2023年のアメリカ合衆国・イギリス合作の映画。
オックスフォードとノーサンプトンシャーを舞台に、オックスフォードの学生が貴族階級の同級生に夢中になり、後にその同級生から風変わりな家族の邸宅で夏を過ごすよう誘われるというストーリーである。

## 概要
本作は2023年8月31日、第50回テルライド映画祭でプレミア上映された。イギリスでは2023年11月17日に映画館で公開され、アメリカでも同日に一部の映画館で公開された。同作は11月22日に全米公開された後、12月22日にAmazonプライム・ビデオでストリーミング配信され、最もストリーミング再生された映画の1つとなった。この映画は概ね好評を博し、ゴールデングローブ賞2部門と英国アカデミー賞5部門にノミネートされた。
日本でも、2023年12月23日にAmazonプライム・ビデオでストリーミング配信された。
劇中で使用されたソフィー・エリス・ベクスターのヒット曲 Murder on the Dancefloorが本作をきっかけに再び世界中でリバイバル・ヒットを記録している。

## キャスト
※括弧内は日本語吹替。
- オリバー・クイック：バリー・コーガン（町屋圭祐）
- フェリックス・キャットン：ジェイコブ・エロルディ（武内駿輔）
- エルスペス・キャットン夫人：ロザムンド・パイク（藤本喜久子）

フェリックスの母
- サー・ジェームズ・キャットン：リチャード・E・グラント（多田野曜平）

フェリックスの父
- ヴェネティア・キャットトン：アリソン・オリバー（嶋村侑）

フェリックスの妹
- ファーリー・スタート：アーチー・マデクウェ（バトリ勝悟）

フェリックスの従兄弟
- パメラ：キャリー・マリガン

エルスペスの友人
- 執事ダンカン：ポール・リス
- マイケル・ゲイビー - ユアン・ミッチェル

オリバーの大学時代の友人
- アナベル：サディ・ソヴェラル（神戸光歩）
- インディア：ミリー・ケント
- ウェア教授：リース・シアスミス
- ポーラ・クイック：ドロシー・アトキンソン
- ジェフ・クイック：ショーン・ドゥーリー
- レディ・ダフネ：ロリー・アデフォープ
- ヘンリー：ジョシュア・マクガイア

日本語吹替その他出演：越後屋コースケ、川勝未来、木村香央里、小林さやか、真木駿一、水咲まりな、永瀬アンナ、中尾智、佐藤里緒、関口雄吾、田中光、山橋正臣、左座翔丸
日本語吹替制作スタッフ 演出：久保宗一郎、翻訳：山門珠美、制作：東北新社